# Списак народних хероја: М
Списак народних хероја чије презиме почиње на слово М, за остале народне хероје погледајте Списак народних хероја:
1. Ладо Мавсар (1923–1944) за народног хероја проглашен 27. новембра 1953. године.[1][2]
2. Вахида Маглајлић (1907–1943) за народног хероја проглашена 20. децембра 1951. године.[3][4][5]
3. Шефкет Маглајлић (1912–1983) Орденом народног хероја одликован 27. новембра 1953. године.[4][6]
4. Драго Мажар (1918–1991) Орденом народног хероја одликован 27. новембра 1953. године.[7][8]
5. Ивица Мажар (1915–1941) за народног хероја проглашен 24. јула 1953. године.[а][10]
6. Јосип Мажар Шоша (1912–1944) за народног хероја проглашен 26. јула 1949. године.[11][7][12]
7. Цвијо Мазалица (1917–1988) Орденом народног хероја одликован 24. јула 1953. године.[13][8]
8. Дане Мајсторовић (1922–1944) за народног хероја проглашен 20. децембра 1951. године.[14][15]
9. Милан Мајцен (1914–1941) за народног хероја проглашен 20. децембра 1951. године.[3][16][15]
10. Алекса Максимовић (1919–1943) за народног хероја проглашен 13. јула 1953. године.[17][18]
11. Албина Мали–Хочевар (1925–2001) Орденом народног хероја одликована 13. септембра 1952. године.[17][19]
12. Зага Маливук (1919–1942) за народног хероја проглашена 27. новембра 1953. године.[20][21]
13. Милош Малишић (1910–1941) за народног хероја проглашен 27. новембра 1953. године.[20][19]
14. Милош Мамић (1918–1942) за народног хероја проглашен 5. јула 1951. године.[б][24]
15. Богдан Мамула (1918–2002) Орденом народног хероја одликован 20. децембра 1951. године.[25][26][23]
16. Глигорије Глиго Мандић (1912–1994) Орденом народног хероја одликован 10. јула 1952. године.[27][28]
17. Раденко Мандић (1917–1988) Орденом народног хероја одликован 20. децембра 1951. године.[25][29][30]
18. Миливоје Манић Миле Албанта (1901–1942) за народног хероја проглашен 27. новембра 1953. године.[31][32]
19. Војислав Манојловић (1925–1944) за народног хероја проглашен 12. јануар 1945. године.[33][34][31][35]
20. Срећко Манола (1914–1979) Орденом народног хероја одликован 24. јула 1953. године.[36][35]
21. Пашага Манџић Мурат (1907–1975) Орденом народног хероја одликован 24. јула 1953. године.[22][32]
22. Никола Мараковић Нина (1912–1943) за народног хероја проглашен 6. јула 1943. године.[37][38][39]
23. Станко Маревић Прпић (1922–1944) за народног хероја проглашен 20. децембра 1951. године.[3][40][39]
24. Раде Маријанац (1916–1943) за народног хероја проглашен 20. децембра 1951. године.[3][41][42]
25. Лазар Марин (1921–1944) за народног хероја проглашен 23. јула 1952. године.[40][42]
26. Миха Маринко (1900–1983) Орденом народног хероја одликован 27. новембра 1953. године.[43][44]
27. Иван Маринковић Славко (1905–1943) за народног хероја проглашен 26. јула 1945. године.[45][46][47][44]
28. Јован Маринковић Иво (1913–1944) за народног хероја проглашен 14. децембра 1949. године.[48][47][49]
29. Соња Маринковић (1916–1941) за народног хероја проглашена 25. октобра 1943. године.[50][51][52]
30. Антон Маринцељ (1917–1943) за народног хероја проглашен 27. новембра 1953. године.[53][54]
31. Живан Маричић (1911–1943) за народног хероја проглашен 22. августа 1945. године.[в][56]
32. Јосип Марјановић Јосо (1905–1941) за народног хероја проглашен 20. децембра 1951. године.[3][57][52]
33. Микан Марјановић (1920–1989) Орденом народног хероја одликован 6. септембра 1942. године.[г][59][57]
34. Алекса Маркишић (1908–1942) за народног хероја проглашен 6. јула 1953. године.[60][61]
35. Бора Марковић (1907–1941) за народног хероја проглашен 6. јула 1945. године.[62][63][64]
36. Брана Марковић (1913–1944) за народног хероја проглашен 24. јула 1953. године.[63][64]
37. Драго Марковић (1901–1943) за народног хероја проглашен 27. новембра 1953. године.[65][66]
38. Живан Марковић Жића (1919–1942) за народног хероја проглашен 27. новембра 1953. године.[67][68]
39. Иван Марковић Ирац (1909–1942) за народног хероја проглашен 13. марта 1945. године.[69][70][66]
40. Лазар Марковић Чађа (1925–2004) Орденом народног хероја одликован 26. септембра 1953. године.[д][73]
41. Милан Марковић Лика (1906–1942) за народног хероја проглашен 24. јула 1953. године.[71][74]
42. Момчило Мома Марковић (1912–1992) Орденом народног хероја одликован 6. јула 1953. године.[75][74]
43. Петар Пејо Марковић (1911–1941) за народног хероја проглашен 20. децембра 1951. године.[3][76][77]
44. Светозар Марковић Тоза (1913–1943) за народног хероја проглашен 5. децембра 1944. године.[78][79][80]
45. Александар Маровић (1918–1943) за народног хероја проглашен 27. новембра 1953. године.[60][81]
46. Блажо Мартиновић (1920–1943) за народног хероја проглашен 20. децембра 1951. године.[3][82][81]
47. Марко Мартиновић (1910–1943) за народног хероја проглашен 20. децембра 1951. године.[3][76][83]
48. Никола Мартиновић (1915–1943) за народног хероја проглашен 10. јула 1952. године.[84][85]
49. Станислав Мартиновић (1916–1943) за народног хероја проглашен 11. јула 1945. године.[86][87][82][88]
50. Ивица Марушић Ратко (1912–1942) за народног хероја проглашен 20. децембра 1951. године.[3][89][90]
51. Дарко Марушич (1919–1943) за народног хероја проглашен 14. децембра 1949. године.[48][91][90]
52. Божидар Масларић (1895–1963) Орденом народног хероја одликован 27. новембра 1953. године.[92][93]
53. Веселин Маслеша (1906–1943) за народног хероја проглашен 20. децембра 1951. године.[3][94][95]
54. Омер Маслић (1913–1942) за народног хероја проглашен 27. новембра 1953. године.[96][97]
55. Карло Масло (1912–1988) Орденом народног хероја одликован 27. новембра 1953. године.[98][97]
56. Војо Масловарић (1914–1942) за народног хероја проглашен 12. јула 1949. године.[99][96][100]
57. Манчу Матак (1920–1944) за народног хероја проглашен 20. децембра 1951. године.[ђ][3][102]
58. Евген Матејка (1909–1945) за народног хероја проглашен 20. децембра 1951. године.[3][103][104]
59. Даница Матерић (1921–1943) за народног хероја проглашена 27. новембра 1953. године.[1][105]
60. Илија Матерић (1911–2003) Орденом народног хероја одликован 27. новембра 1953. године.[106][105]
61. Милош Матијевић Мрша (1902–1941) за народног хероја проглашен 16. јула 1951. године.[107][102][108]
62. Тихомир Матијевић (1921–1943) за народног хероја проглашен 13. марта 1945. године.[69][109][108]
63. Анка Матић Грозда (1918–1944) за народног хероја проглашена 26. септембра 1953. године.[е][73]
64. Нада Матић (1924–1944) за народног хероја проглашена 6. јула 1953. године.[112][111]
65. Петар Матић Дуле (1920–2024) Орденом народног хероја одликован 20. децембра 1951. године.[25][113][114]
66. Стојан Матић (1915–1942) за народног хероја проглашен 27. новембра 1953. године.[113][114]
67. Мирко Матковић (1915–2012) Орденом народног хероја одликован 27. новембра 1953. године.[ж][112]
68. Милосав Матовић Мићо (1918–1942) за народног хероја проглашен 20. децембра 1951. године.[3][116][115]
69. Рудолф Махнич (1917–1943) за народног хероја проглашен 20. децембра 1951. године.[117][5]
70. Слободан Мацура Бондо (1918–1943) за народног хероја проглашен 5. јула 1951. године.[24][118][119]
71. Иван Мачек Матија (1908–1993) Орденом народног хероја одликован 15. јула 1952. године.[117][119]
72. Сергеј Машера (1912–1941) за народног хероја проглашен 10. септембра 1973. године.[120][121]
73. Јелица Машковић Јеја (1924–1942) за народног хероја проглашена 20. децембра 1951. године.[3][122][121]
74. Саво Машковић (1914–1944) за народног хероја проглашен 3. марта 1945. године.[69][123][101]
75. Винко Мегла (1922–1942) за народног хероја проглашен 24. јула 1953. године.[124][125]
76. Павла Меде Катарина (1919–1943) за народног хероја проглашена 20. децембра 1951. године.[3][126][127]
77. Јоже Мених (1922–1943) за народног хероја проглашен 27. новембра 1953. године.[126][125]
78. Боро Менков (1919–1941) за народног хероја проглашен 20. децембра 1951. године.[3][128][129]
79. Станко Мењић (1910–1944) за народног хероја проглашен 20. децембра 1951. године.[3][128][129]
80. Хусо Мерџић (1906–1944) за народног хероја проглашен 20. децембра 1951. године.[3][130][131]
81. Душан Метлић (1912–1942) за народног хероја проглашен 20. децембра 1951. године.[3][132][131]
82. Миле Мећава (1915–1942) за народног хероја проглашен 24. јула 1953. године.[з][135][136]
83. Петар Мећава (1913–1944) за народног хероја проглашен 27. јула 1945. године.[137][46][135][136]
84. Иван Мечар (1909–1943) за народног хероја проглашен 24. јула 1953. године.[138][139]
85. Милан Мијалковић (1897–1941) за народног хероја проглашен 5. јула 1951. године.[24][140][141]
86. Цвијетин Мијатовић (1913–1993) Орденом народног хероја одликован 27. новембра 1953. године.[142][143]
87. Бора Микин (1909–1942) за народног хероја проглашен 6. јула 1953. године.[и] [140]
88. Владо Миклавц (1918–1944) за народног хероја проглашен 20. јула 1951. године.[144][145]
89. Марко Милановић (1918–1944) за народног хероја проглашен 6. јула 1953. године.[146][147]
90. Вицко Милат (1914–2003) Орденом народног хероја одликован 8. септембра 1952. године.[148][149]
91. Вељко Милатовић (1921–2004) Орденом народног хероја одликован 27. новембра 1953. године.[150][151]
92. Стјепан Милашиновић Шиљо (1910–1941) за народног хероја проглашен 5. јула 1951. године.[24][152][147]
93. Мирко Милевски (1923–1943) за народног хероја проглашен 9. октобра 1953. године.[ј][154]
94. Синадин Миленовић (1896–1943) за народног хероја проглашен 20. децембра 1951. године.[3][146][151]
95. Раде Милићевић (1910–1943) за народног хероја проглашен 20. децембра 1951. године.[3][148][153]
96. Војко Миловановић (1918–1943) за народног хероја проглашен 20. децембра 1951. године.[3][155][156]
97. Живан Миловановић Ћата (1919–1969) Орденом народног хероја одликован 26. септембра 1953. године.[к][73]
98. Миодраг Миловановић Луне (1921–1944) за народног хероја проглашен 20. маја 1944. године.[157][158][159]
99. Милоје Милојевић (1912–1984) за народног хероја проглашен 6. септембра 1942. године.[160][161][162]
100. Раде Милојевић (1918–1944) за народног хероја проглашен 24. јула 1953. године.[152][163]
101. Даница Милосављевић (1925–2018) Орденом народног хероја одликована 6. јула 1953. године.[164][163]
102. Јован Милосављевић (1919–1941) за народног хероја проглашен 6. јула 1953. године.[165][166]
103. Милосав Милосављевић (1911–1986) Орденом народног хероја одликован 27. новембра 1953. године.[167][168]
104. Бранко Милошевић Металац (1923–1944) за народног хероја проглашен 27. новембра 1953. године.[169][170]
105. Тихомир Милошевски (1915–1984) Орденом народног хероја одликован 27. новембра 1953. године.[167][170]
106. Бранко Милутиновић Обрен (1918–1942) за народног хероја проглашен 5. јула 1951. године.[24][171][172]
107. Душан Милутиновић (1912–1944) за народног хероја проглашен 27. новембра 1953. године.[173][172]
108. Иван Милутиновић (1901–1944) за народног хероја проглашен 6. јула 1945. године.[174][175][176]
109. Љубо Миљановић (1915–1945) за народног хероја проглашен 27. новембра 1953. године.[177][178]
110. Никола Миљановић Караула (1914–1944) за народног хероја проглашен 19. јуна 1945. године.[179][180][177][178]
111. Петар Миљановић (1916–1942) за народног хероја проглашен 27. новембра 1953. године.[171][181]
112. Драгоје Миљатовић Шварц (1908–1941) за народног хероја проглашен 5. јула 1951. године.[24][142][181]
113. Вељко Миљевић (1916–1942) за народног хероја проглашен 5. јула 1951. године.[24][182][183]
114. Миланчић Миљевић (1909–1983) Орденом народног хероја одликован 20. децембра 1951. године.[25][184][185]
115. Јоцо Миљковић (1920–1984) Орденом народног хероја одликован 27. новембра 1953. године.[186][183]
116. Рада Миљковић (1917–1942) за народног хероја проглашена 6. јула 1953. године.[л][188]
117. Милош Минић (1914–2003) Орденом народног хероја одликован 9. октобра 1953. године.[189][190]
118. Милун Минић Шумадинац (1906–1942) за народног хероја проглашен 6. јула 1953. године.[188][191]
119. Митар Минић (1918–1989) Орденом народног хероја одликован 24. јула 1953. године.[192][193]
120. Слободан Минић (1920–1944) за народног хероја проглашен 9. октобра 1953. године.[192][193]
121. Љубиша Миодраговић (1913–1941) за народног хероја проглашен 21. децембра 1951. године.[194][195][196]
122. Димче Мирчев (1914–1944) за народног хероја проглашен 2. августа 1949. године.[љ][197][196]
123. Васо Мискин Црни (1918–1945) за народног хероја проглашен 26. јула 1945. године.[137][46][198][199]
124. Јован Митић Ђорђе (1920–1978) Орденом народног хероја одликован 6. јула 1953. године.[200][199]
125. Јоже Митрич (1912–1944) за народног хероја проглашен 27. новембра 1953. године.[195][201]
126. Данко Митров (1919–1942) за народног хероја проглашен 26. јула 1945. године.[м][137][46][203]
127. Вукица Митровић (1912–1941) за народног хероја проглашена 9. маја 1945. године.[204][205][206]
128. Мика Митровић Јарац (1912–1941) за народног хероја проглашен 6. јула 1945. године.[62][207][202]
129. Радомир Митровић (1912–1942) за народног хероја проглашен 10. јула 1952. године.[208][209]
130. Ратко Митровић (1913–1941) за народног хероја проглашен 25. септембра 1944. године.[210][207][211]
131. Страхиња Митровић (1922–1942) за народног хероја проглашен 20. децембра 1951. године.[3][212][211]
132. Благота Мићуновић (1910–1942) за народног хероја проглашен 5. јула 1951. године.[24][213][214]
133. Вељко Мићуновић (1916–1982) Орденом народног хероја одликован 27. новембра 1953. године.[124][214]
134. Вукосава Мићуновић (1921–2016) Орденом народног хероја одликована 10. јула 1952. године.[215][216]
135. Рајко Михаиловић (1909–1942) за народног хероја проглашен 27. новембра 1953. године.[217][218]
136. Злате Михајловски (1926–1944) за народног хероја проглашен 9. октобра 1953. године.[н][220]
137. Кирил Михајловски (1916–1991) Орденом народног хероја одликован 27. новембра 1953. године.[221][222]
138. Михо Михајловски (1915–2003) Орденом народног хероја одликован 30. јула 1952. године.[њ][220]
139. Јоже Михевц (1922–1944) за народног хероја проглашен 21. јула 1953. године.[154][141]
140. Јоже Михелчич (1914–1941) за народног хероја проглашен 20. јула 1951. године.[223][219]
141. Славко Мичић (1911–1942) за народног хероја проглашен 23. јула 1952. године.[224][225]
142. Спасоје Мичић (1921–1985) Орденом народног хероја одликован 27. новембра 1953. године.[226][225]
143. Есад Миџић (1917–1942) за народног хероја проглашен 5. јула 1951. године.[24][224][216]
144. Вера Мишчевић (1925–1944) за народног хероја проглашена 27. новембра 1953. године.[198][199]
145. Светомир Младеновић Света (1916–1942) за народног хероја проглашен 9. октобра 1953. године.[227][228]
146. Сретен Младеновић Мика (1916–1942) за народног хероја проглашен 9. октобра 1953. године.[229][228]
147. Ангел Мојсовски (1923–2001) Орденом народног хероја одликован 9. октобра 1953. године.[о][231]
148. Јакоб Молек Мохор (1914–1944) за народног хероја проглашен 27. новембра 1953. године.[232][230]
149. Милутин Морача (1914–2003) Орденом народног хероја одликован 20. децембра 1951. године.[233][232][234]
150. Иван Морђин Црни (1911–1944) за народног хероја проглашен 14. децембра 1949. године.[48][235][236]
151. Цвето Мочник (1914–1943) за народног хероја проглашен 27. новембра 1953. године.[229][237]
152. Јоже Мошкрич Цирил (1902–1943) за народног хероја проглашен 20. децембра 1951. године.[3][212][238]
153. Душан Мрављак (1914–1943) за народног хероја проглашен 22. јула 1953. године.[239][240]
154. Карло Мразовић (1902–1987) Орденом народног хероја одликован 20. децембра 1951. године.[25][241][240]
155. Блажо Мраковић (1911–1951) за народног хероја проглашен 27. новембра 1953. године.[235][238]
156. Милан Мраовић (1919–1943) за народног хероја проглашен 14. децембра 1949. године.[48][242][243]
157. Ибрахим Мржљак (1924–1944) за народног хероја проглашен 24. јула 1953. године.[239][244]
158. Марко Мркоци (1918–1997) Орденом народног хероја одликован 24. јула 1953. године.[п][246]
159. Славко Мркоци (1922–1943) за народног хероја проглашен 9. маја 1952. године.[246][244]
160. Андрија Мугоша (1910–2006) Орденом народног хероја одликован 27. новембра 1953. године.[247][248]
161. Душан Мугоша (1914–1973) Орденом народног хероја одликован 6. јула 1953. године.[249][248]
162. Рако Мугоша (1920–1947) за народног хероја проглашен 15. априла 1947. године.[250][251][252]
163. Шпиро Мугоша (1904–1942) за народног хероја проглашен 7. августа 1942. године.[134][251][253]
164. Сафет Мујић (1908–1942) за народног хероја проглашен 24. јула 1953. године.[254][253]
165. Иван Мукер (1914–1942) за народног хероја проглашен 8. октобра 1953. године.[254][255]
166. Душан Муних (1924–1945) за народног хероја проглашен 20. децембра 1951. године.[3][256][257]
167. Славко Мунћан (1910–1941) за народног хероја проглашен 6. јула 1953. године.[р][247]
168. Милан Муњас (1923–1943) за народног хероја проглашен 20. децембра 1951. године.[3][258][259]
169. Зећир Мусић (1919–1987) Орденом народног хероја одликован 27. новембра 1953. године.[260][261]
170. Драгослав Мутаповић (1912–1990) Орденом народног хероја одликован 27. новембра 1953. године.[262][261]